# Släggkastning för herrar i friidrott vid olympiska sommarspelen 2012
Herrarnas släggkastning vid olympiska sommarspelen 2012, i London i Storbritannien avgjordes den 3-5 augusti. Först hölls ett kval, och de som klarade kvalgränsen alternativt placerade sig tillräckligt bra fick tävla även i finalen.

## Medaljörer
| Event         | Guld                  | Guld                  | Silver                  | Silver                  | Brons                | Brons                |
| Släggkastning | Krisztián Pars Ungern | Krisztián Pars Ungern | Primož Kozmus Slovenien | Primož Kozmus Slovenien | Koji Murofushi Japan | Koji Murofushi Japan |

## Program
Tider anges i lokal tid, det vill säga västeuropeisk sommartid (UTC+1).
| Datum                       | Tid   | Omgång |
| --------------------------- | ----- | ------ |
| Fredagen den 3 augusti 2012 | 11:20 | Kval   |
| Söndagen den 5 augusti 2012 | 20:20 | Final  |

## Resultat

### Kval
| Placering | Grupp | Namn                     | Nationalitet   | #1    | #2    | #3    | Resultat | Noteringar |
| --------- | ----- | ------------------------ | -------------- | ----- | ----- | ----- | -------- | ---------- |
| 1         | B     | Krisztián Pars           | Ungern         | 77.11 | 79.37 | –     | 79,37    | Q          |
| 2         | A     | Koji Murofushi           | Japan          | 77.18 | 78.48 | –     | 78,48    | Q, SB      |
| 3         | A     | Primož Kozmus            | Slovenien      | 78.12 | –     | –     | 78,12    | Q, SB      |
| 4         | A     | Oleksij Sokirskij        | Ukraina        | X     | X     | 77.65 | 77.65    | q          |
| 5         | A     | Kibwe Johnson            | USA            | X     | X     | 77.17 | 77.17    | q, SB      |
| 6         | A     | Kirill Ikonnikov         | Ryssland       | X     | 76.43 | 76.85 | 76.85    | q          |
| 7         | A     | Szymon Ziółkowski        | Polen          | 76.22 | X     | 75.68 | 76.22    | q          |
| 8         | A     | Dilshod Nazarov          | Tadzjikistan   | 73.90 | X     | 75.91 | 75.91    | q          |
| 9         | A     | Lukáš Melich             | Tjeckien       | 75.88 | 75.29 | 72.49 | 75.88    | q          |
| 10        | A     | Nicola Vizzoni           | Italien        | 74.79 | 73.88 | 74.12 | 74.79    | q          |
| 11        | A     | Alexander Smith          | Storbritannien | 72.59 | 74.71 | 73.21 | 74.71    | q          |
| 12        | B     | Valerij Svjatocha        | Belarus        | 73.11 | 73.07 | 74.69 | 74.69    | q          |
| 13        | B     | Eivind Henriksen         | Norge          | 72.67 | X     | 74.62 | 74.62    |            |
| 14        | B     | Jerome Bortoluzzi        | Frankrike      | X     | 70.36 | 74.15 | 74.15    |            |
| 15        | B     | Marcel Lomnicky          | Slovakien      | X     | 74.00 | X     | 74.00    |            |
| 16        | B     | Javier Cienfuegos        | Spanien        | X     | 63.79 | 73.73 | 73.73    |            |
| 17        | A     | Eşref Apak               | Turkiet        | X     | X     | 73.47 | 73.47    |            |
| 18        | B     | Ali Al-Zinkawi           | Kuwait         | 70.67 | 73.40 | X     | 73.40    |            |
| 19        | B     | Roberto Janet            | Kuba           | 72.52 | 73.34 | 70.19 | 73.34    |            |
| 20        | B     | Dzmitrij Marsjin         | Azerbajdzjan   | 72.06 | X     | 72.85 | 72.85    |            |
| 21        | A     | Igors Sokolovs           | Lettland       | X     | 71.77 | 72.76 | 72.76    |            |
| 22        | B     | Kaveh Mousavi            | Iran           | 67.25 | 71.42 | 72.70 | 72.70    |            |
| 23        | B     | Aleksej Zagornij         | Ryssland       | 71.02 | 72.52 | X     | 72.52    |            |
| 24        | A     | Quentin Bigot            | Frankrike      | 69.22 | 68.17 | 72.42 | 72.42    |            |
| 25        | B     | A. G. Kruger             | USA            | X     | 72.13 | X     | 72.13    |            |
| 26        | B     | David Söderberg          | Finland        | X     | 71.26 | 71.76 | 71.76    |            |
| 27        | B     | Lorenzo Povegliano       | Italien        | 71.55 | 68.77 | X     | 71.55    |            |
| 28        | A     | Pavel Krivitski          | Belarus        | 71.49 | X     | X     | 71.49    |            |
| 29        | A     | Mostafa Al-Gamel         | Egypten        | X     | 70.23 | 71.36 | 71.36    |            |
| 30        | A     | Andras Haklits           | Kroatien       | X     | 70.61 | X     | 70.61    |            |
| 31        | A     | Serghei Marghiev         | Moldavien      | 67.17 | 67.32 | 69.76 | 69.76    |            |
| 32        | B     | Nicolas Figère           | Frankrike      | 69.74 | X     | X     | 69.74    |            |
| 33        | B     | Constantinos Stathelakos | Cypern         | 69.65 | X     | X     | 69.65    |            |
| 34        | A     | Oleksandr Drijhol        | Ukraina        | X     | 68.02 | 69.57 | 69.57    |            |
| 35        | B     | Mergen Mamedov           | Turkmenistan   | 68.39 | 66.99 | 67.23 | 68.39    |            |
| 36        | B     | Juan Ignacio Cerra       | Argentina      |       |       | 68.20 | 68.20    |            |
| 37        | A     | Alexandros Papadimitriou | Grekland       | X     | 66.91 | 67.19 | 67.19    |            |
| 38        | A     | Suhrob Chodjajev         | Uzbekistan     | 65.88 | 64.74 | X     | 65.88    |            |
| –         | B     | Paweł Fajdek             | Polen          | X     | X     | X     | NM       |            |
| –         | B     | Artem Rubanko            | Ukraina        | X     | X     | X     | NM       |            |
| –         | B     | James Steacy             | Kanada         | X     | X     | X     | NM       |            |

### Final
| Placering | Idrottare         | Nationalitet   | 1     | 2     | 3     | 4     | 5     | 6     | Resultat | Noteringar |
| --------- | ----------------- | -------------- | ----- | ----- | ----- | ----- | ----- | ----- | -------- | ---------- |
| 1         | Krisztián Pars    | Ungern         | 79,14 | 78,33 | 80,59 | 79,70 | 79,28 | 78,88 | 80,59    |            |
| 2         | Primož Kozmus     | Slovenien      | 78,97 | X     | X     | X     | 79,36 | 78,59 | 79,36    | SB         |
| 3         | Koji Murofushi    | Japan          | X     | 78,16 | 78,71 | 78,09 | 77,12 | 76,47 | 78,71    | SB         |
| 4         | Oleksij Sokirskij | Ukraina        | 76.51 | 78.25 | X     | X     | X     | 76.99 | 78,25    |            |
| 5         | Kirill Ikonnikov  | Ryssland       | 77.86 | X     | 77.81 | 74.60 | X     | 77.46 | 77,86    |            |
| 6         | Lukáš Melich      | Tjeckien       | 76.73 | 75.67 | 77.17 | 76.28 | 18.90 | X     | 77,17    |            |
| 7         | Szymon Ziółkowski | Polen          | 75.69 | 74.95 | 76.30 | 76.88 | 77.10 | 75.86 | 77,10    |            |
| 8         | Nicola Vizzoni    | Italien        | 75.75 | 75.84 | 75.41 | 76.07 | 75.79 | X     | 76,07    |            |
| 9         | Kibwe Johnson     | USA            | 73.31 | 74.95 | X     | i.u.  | i.u.  | i.u.  | 74,95    |            |
| 10        | Dilshod Nazarov   | Tadzjikistan   | 70.00 | 70.88 | 73.80 | i.u.  | i.u.  | i.u.  | 73,80    |            |
| 11        | Valerij Svjatocha | Belarus        | 73,13 | 72.78 | 72.42 | i.u.  | i.u.  | i.u.  | 73,13    |            |
| 12        | Alexander Smith   | Storbritannien | 69.74 | 72.87 | 71.47 | i.u.  | i.u.  | i.u.  | 72,87    |            |